# Schismatoglottis gamoandra
Schismatoglottis gamoandra är en kallaväxtart som beskrevs av Mitsuru Hotta. Schismatoglottis gamoandra ingår i släktet Schismatoglottis och familjen kallaväxter. Inga underarter finns listade.